# Classification classique
 (août 2014).
Si vous disposez d'ouvrages ou d'articles de référence ou si vous connaissez des sites web de qualité traitant du thème abordé ici, merci de compléter l'article en donnant les références utiles à sa vérifiabilité et en les liant à la section « Notes et références ».

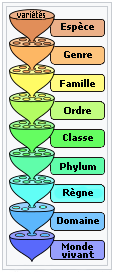
Hiérarchisation de la classification classique.

En sciences naturelles, la classification classique (ou « linnéenne ») est un paradigme où les espèces vivantes sont classées selon les ressemblances les plus visibles entre elles. Elle s'est développée en intégrant le système de nomenclature proposé à partir de 1735 par Linné. Les espèces reçoivent un nom latinisé, constitué de deux termes (nomenclature binominale) et sont hiérarchisées en genres, familles, ordres, classes, phyla (en mycologie, on préfère parler de divisions) et règnes. Cette classification est appelée « classique » par opposition à la classification phylogénétique, formalisée en 1950 et principalement fondée sur la cladistique, une méthode de reconstruction phylogénétique qui a remplacé en grande partie la classification traditionnelle dans la plupart des milieux scientifiques et universitaires.

## «Classique» dans un sens général
En biologie, d'une manière générale, la classification classique désigne la classification scientifique traditionnelle, dans laquelle les espèces sont hiérarchisées en genres, familles, ordres, classes, embranchements et règnes. Le botaniste suédois Carl von Linné (1707-1778) en fut l'initiateur, en essayant de l'appliquer à tous les êtres vivants qu'il connaissait, mais bien avant lui le botaniste marocain Abul Qasim ibn Mohammed al-Ghassani (1548-1610) publiera la première classification moderne des plantes (Hadikat Al Azhar), les rangeant selon 3 catégories (genre, variété, et espèce), il va ainsi élaborer la conception des familles de végétaux,. Il y avait eu avant Linné d'autres systèmes de classification du vivant, même depuis Aristote, et notamment chez l'humaniste de la Renaissance Guillaume Rondelet, le premier à utiliser des binômes genre+espèces, mais le système de Linné fut celui qui est à l'origine de la tradition de classifications à laquelle font référence de nos jours les termes « classification classique » ou « classification traditionnelle » (dite aussi « classification linnéenne »), et les espèces nommées avant lui ne sont pas prises en compte et ont dû faire l'objet d'une redescription. Les deux siècles qui suivirent la mort de Linné (en 1778) connurent différentes classifications qui pouvaient différer entre elles de par les partis pris des naturalistes qui en étaient les auteurs, mais quasiment tous ces naturalistes s'accordaient à respecter les règles instaurées par Linné, et on se réfère toujours à ces différentes classifications comme faisant partie de la « classification classique ». Cette tradition commença à s'estomper lorsqu'au cours de la seconde moitié du XXe siècle de nouveaux critères de classification, jugés plus objectifs que ceux instaurés par Linné, virent le jour, notamment grâce à l'œuvre de l'entomologiste allemand Willi Hennig Grundzüge einer Theorie der phylogenetischen Systematik (Fondements d'une théorie de la systématique phylogénétique), publiée en Allemagne en 1950. Aujourd'hui, la classification phylogénétique, qui résulte de l'approche cladistique, est le paradigme dominant.

## Classique selon des sens particuliers
En botanique, pour les angiospermes, les classifications les plus généralement admises sont :
- pour la classification classique, la classification classique de Cronquist (1981)[7] ;
- pour la classification phylogénétique, la classification phylogénétique APG (1998)[8] et particulièrement la dernière mise à jour, classification phylogénétique APG IV (2016)[9].

## Nomenclature
Pour ce qui est de la nomenclature, l'attribution des noms donnés aux taxons, la classification classique s'est développée en intégrant le système de nomenclature proposé par Linné, ce qui constitue certainement de nos jours le seul apport de Linné qui soit encore d'actualité. Linné établit le système de nomenclature binominale (et aussi trinominale), selon lequel une espèce reçoit un nom en latin constitué de deux termes. Le premier est le genre, un substantif dont la première lettre s'écrit en majuscule, et le deuxième est le terme ou épithète spécifique, qui détermine, au sein d'un genre, de quelle espèce il est question en particulier. Ce deuxième terme, écrit entièrement en minuscules, est très souvent un adjectif mais lorsqu'il s'agit d'un substantif il a tout de même fonction d'adjectif (substantif en apposition). L'épithète spécifique s'accorde en genre avec le nom générique s'il s'agit d'un adjectif ; elle ne s'accorde pas s'il s'agit d'un substantif. De nos jours les noms binominaux s'écrivent selon la règle typographique en italiques. Par exemple Panthera leo (le nom binominal du lion) et Panthera tigris (le nom binominal du tigre) sont deux espèces distinctes au sein du genre Panthera. Quant au nom trinominal, il comprend un troisième terme, venant signifier l'existence d'une population d'individus d'une certaine espèce, population dont les caractères sont suffisamment distincts du reste des individus de l'espèce pour qu'on puisse lui attribuer un nom distinct. Le nom trinominal est donc celui que l'on donne aux variétés, races, sous-espèces, etc. Par exemple le lion d'Asie se voit attribuer le nom trinominal Panthera leo persica et le lion du Congo celui de Panthera leo hollisteri ; ce sont deux sous-espèces de la même espèce, l'espèce étant l'ensemble de tous les individus interféconds. Ainsi un lion du Congo et une lionne d'Asie peuvent générer des individus fertiles, alors qu'un lion et une tigresse ne peuvent pas. Des espèces génétiquement proches mais tout de même distinctes génèrent des hybrides, c'est-à-dire des individus stériles, comme le bardot, (hybride d'une ânesse et d'un cheval), le mulet (hybride d'un âne et d'une jument), le ligre (hybride d'un lion et d'une tigresse) ou le tigron (hybride d'un tigre et d'une lionne).

## Organisation des taxons
Dans la classification classique les taxons se subordonnent les uns aux autres selon un système de rangs, mais contrairement à la nomenclature binominale, qui est universellement reconnue, cette démarche de Linné consistant à ranger les taxons en rangs est de plus en plus abandonnée. Le rang de base est l'espèce, qui se subordonne au rang du genre, qui lui à son tour se subordonne à la famille et ainsi jusqu'au rang le plus général qui les englobe tous. De nos jours quelques naturalistes continuent encore à classer les taxons selon une disposition hiérarchique en rangs. Ils se partagent le plus souvent entre ceux qui préfèrent le « domaine » comme étant le rang le plus général et ceux qui préfèrent celui dénommé « empire ». La suite de rangs suivants montre un exemple de la disposition actuelle des rangs de taxons (du plus général au plus particulier) selon le modèle traditionnel de la classification classique :
(vivant) → (empire →) règne (→ sous-règne) → embranchement → classe → ordre → famille → genre → espèce

## Évolutions de la classification

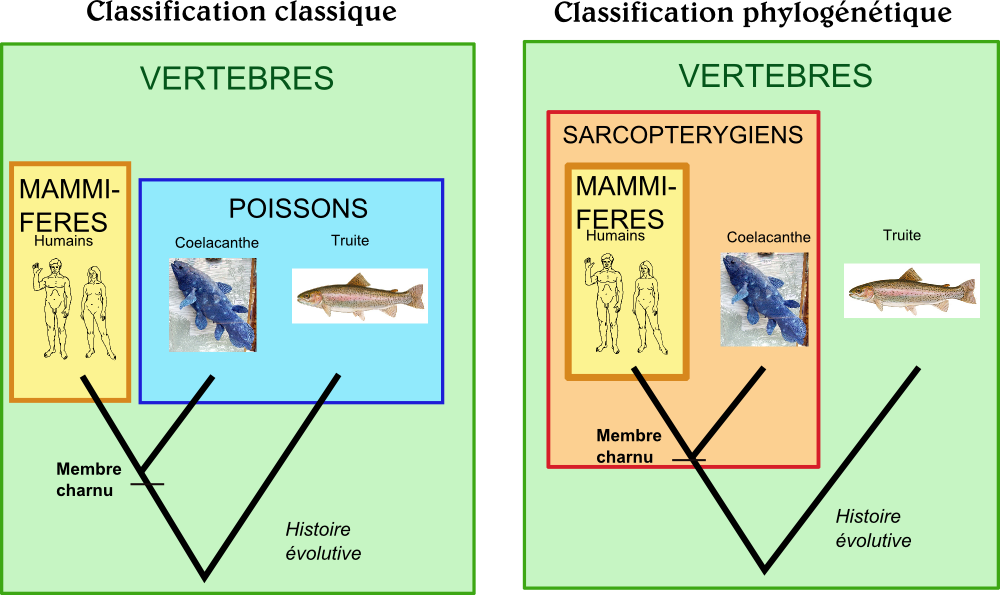
Comparaison entre classifications classique et phylogénétique. Dans cette dernière, le groupe des poissons n'existe plus et le Cœlacanthe est plus proche des humains que de la truite.

La classification classique, construite autour du système linnéen, a instauré des règles très durables de taxinomie et de classification, mais elle est de nos jours en voie d'évolution. Les systématiciens continuent d'utiliser le système de nomenclature binominale en latin, tout comme ils continuent d'utiliser des racines grecques ou latines pour nommer les taxons, mais à mesure que la classification phylogénétique évolue, les impératifs d'une organisation en rangs taxinomiques (l'un des traits les plus caractéristiques de la classification classique) sont mis en question. Certains des critères de classification, comme l'absence d'un caractère, ne sont plus considérés comme des raisons suffisantes pour définir un taxon. Les critères d'objectivité auxquels font appel les classifications modernes intègrent désormais la phylogénie. Ont notamment été mis en question des critères de classification comme « cellule sans noyau » (procaryotes) versus « cellule à noyau » (eucaryotes dont les humains) ou encore présence d'une colonne vertébrale (vertébrés) versus absence de celle-ci (invertébrés), critères désormais considérés comme non-objectifs et anthropocentristes (Guillaume Lecointre par exemple estime que cela reviendrait à classer les Français en deux catégories, les « Lecointre » d'un côté et les « Non-Lecointre » de l'autre). 
Selon les systématiciens qui ont adopté les classifications phylogénétiques et cladistiques, la classification linnéenne a divisé les êtres vivants selon la présence ou l'absence de :
- noyau cellulaire : les cellules humaines ont un noyau, elles sont eucaryotes. Les procaryotes sont encore un taxon dont la validité est soumise à débat mais qui se définit par l'absence de noyau ;
- vertèbres : l'humain a des vertèbres ; les invertébrés non. Ce groupe a été abandonné comme groupe valide au sein des classifications modernes ;
- membres : l'humain a quatre membres, c'est un tétrapode. Les poissons se définissent comme des vertébrés sans membres mais avec des nageoires. Tout comme les invertébrés, les poissons ne sont plus acceptés comme groupe valide ;
- poils : l'humain, au sein des amniotes, a des phanères sous forme de poils et de cheveux, mais les reptiles sont les amniotes sans poils et sans plumes. Tout comme pour les invertébrés et comme les poissons, les méthodes modernes (cladistique et phylogénétique) ont prouvé la non-objectivité du taxon des reptiles.

Dans les classifications phylogénétiques et cladistiques, seule la présence des caractères entendus comme des innovations évolutives autorise la définition et la dénomination des taxons, car ces innovations évolutives sont des événements réels qui constituent par là-même un critère objectif de classification. L'absence d'un caractère (qui peut être due à une disparition secondaire) ne l'est pas. En tant qu'absence, elle n'existe que par l'exercice d'une abstraction humaine, artificielle, aléatoire et contingente. Toutefois, le système linnéen conserve une partie de ses apports (nomenclature binominale, utilisation du latin comme langue véhiculaire pour nommer les espèces et les taxons, etc.) même si les rangs taxinomiques et les critères linnéens de classification ne sont plus acceptés par la majorité des systématiciens. Si des systématiciens conservent encore une disposition des taxons en rangs (dans un tableau), la plupart prefèrent désormais organiser les espèces en cladogrammes, en suivant les méthodes cladistique et phylogénétique.

## Différentes classifications
La classification classique a évolué grâce au travail de taxinomistes. Leurs travaux ont été intégrés soit complètement, soit partiellement par la communauté scientifique. Mais, contrairement à Linné, la plupart des taxinomistes ont travaillé sur un ensemble restreint d'espèces.
Voici quelques-unes de ces classifications :
- Végétaux en général
  - Classifications globales
    - Classification d'Engler (1877, 1909 puis 1924) par Adolf Engler
    - Classification de Wettstein (1935) par Richard Wettstein

  - Plantes à graines (Spermatophytes) en particulier
    - Classification de Candolle (1819 puis 1824 à 1873) par Augustin Pyrame de Candolle
    - Classification de Bentham et Hooker (1862 à 1883) par George Bentham et Joseph Dalton Hooker

  - Plantes à fleurs (Angiospermes) en particulier
    - Classification de Takhtajan (1954 puis 1997) par Armen Takhtajan
    - Classification de Cronquist (1968 puis 1988, le grand œuvre de 1981) par Arthur Cronquist basée sur celle de Takhtajan, ITIS suivait grosso modo cette classification jusqu'en 2011
    - Classification de Thorne (peu utilisée) (1992, 2000, 2002) par Robert Folger Thorne
    - Classification de Dahlgren (peu utilisée) (1975, 1983, 1989) par Rolf Martin Theodor Dahlgren
- Oiseaux
  - Classification de Howard et Moore par Richard Howard et Alick Moore
  - Classification de Sibley-Ahlquist par Charles Gald Sibley et Jon Edward Ahlquist récente et prenant en compte l'ADN, ITIS suit zoonomen.net
  - Classification de Monroe par Burt Monroe.
  - Classification du Congrès ornithologique international (en version 2.2 en 2009)
- Poissons
  - Fishes of the World 4e version, mars 2006, de Joseph S. Nelson  (ISBN 0-471-25031-7) est la classification que FishBase a adoptée (migration en cours)
- Mammifères
  - Mammal Species of the World: a Taxonomic and Geographic reference  de Don E. Wilson et DeeAnn M. Reeder, Smithsonian Institution Press, Washington, 1993
  - Walker's Mammals of the World de Ronald M. Nowak, Baltimore & London, The Johns Hopkins University Press, 1991